# Спутниковый телефон

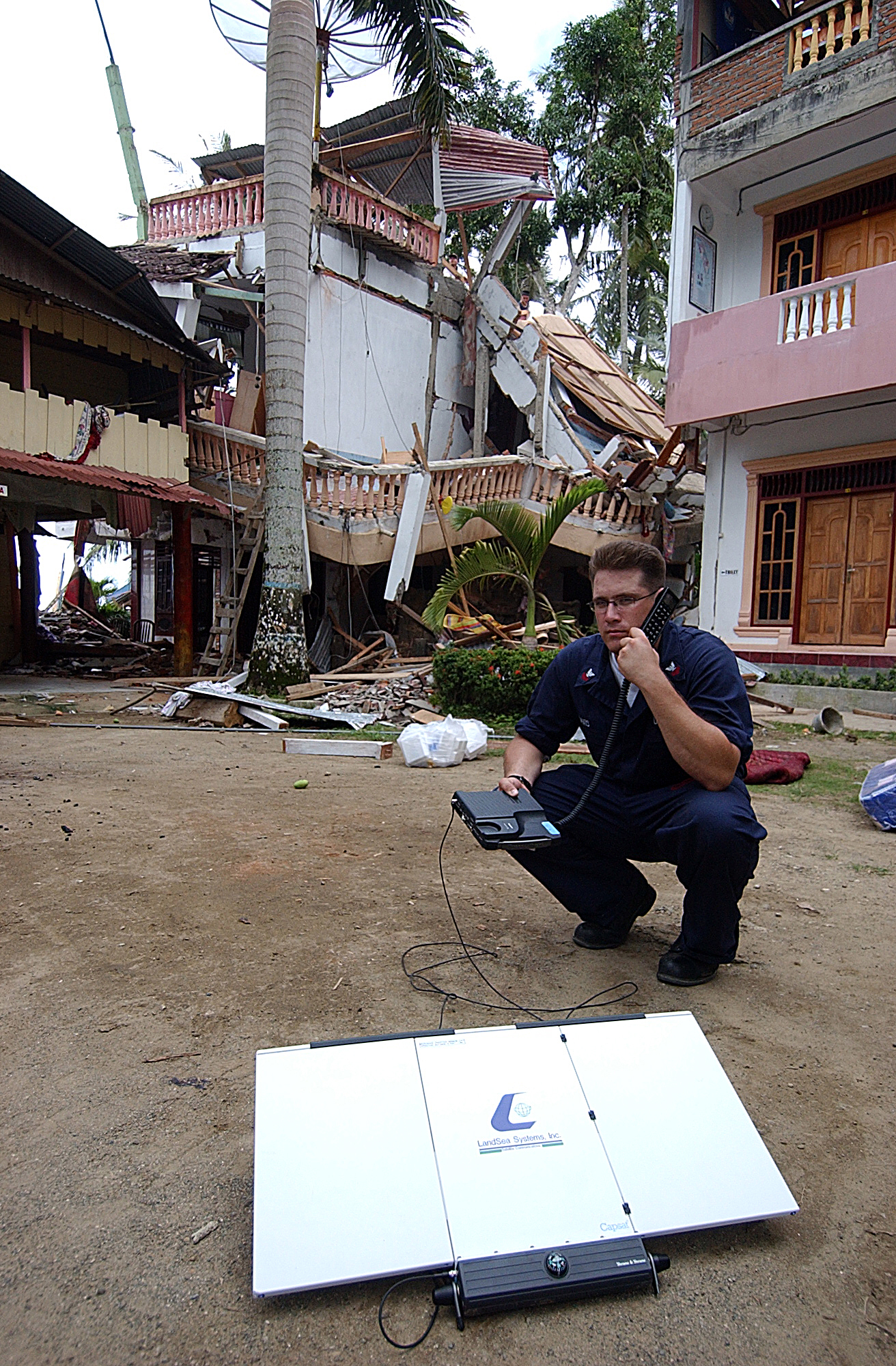
Спутниковый телефон Inmarsat на индонезийском острове Ниас после землетрясения в 2005 году

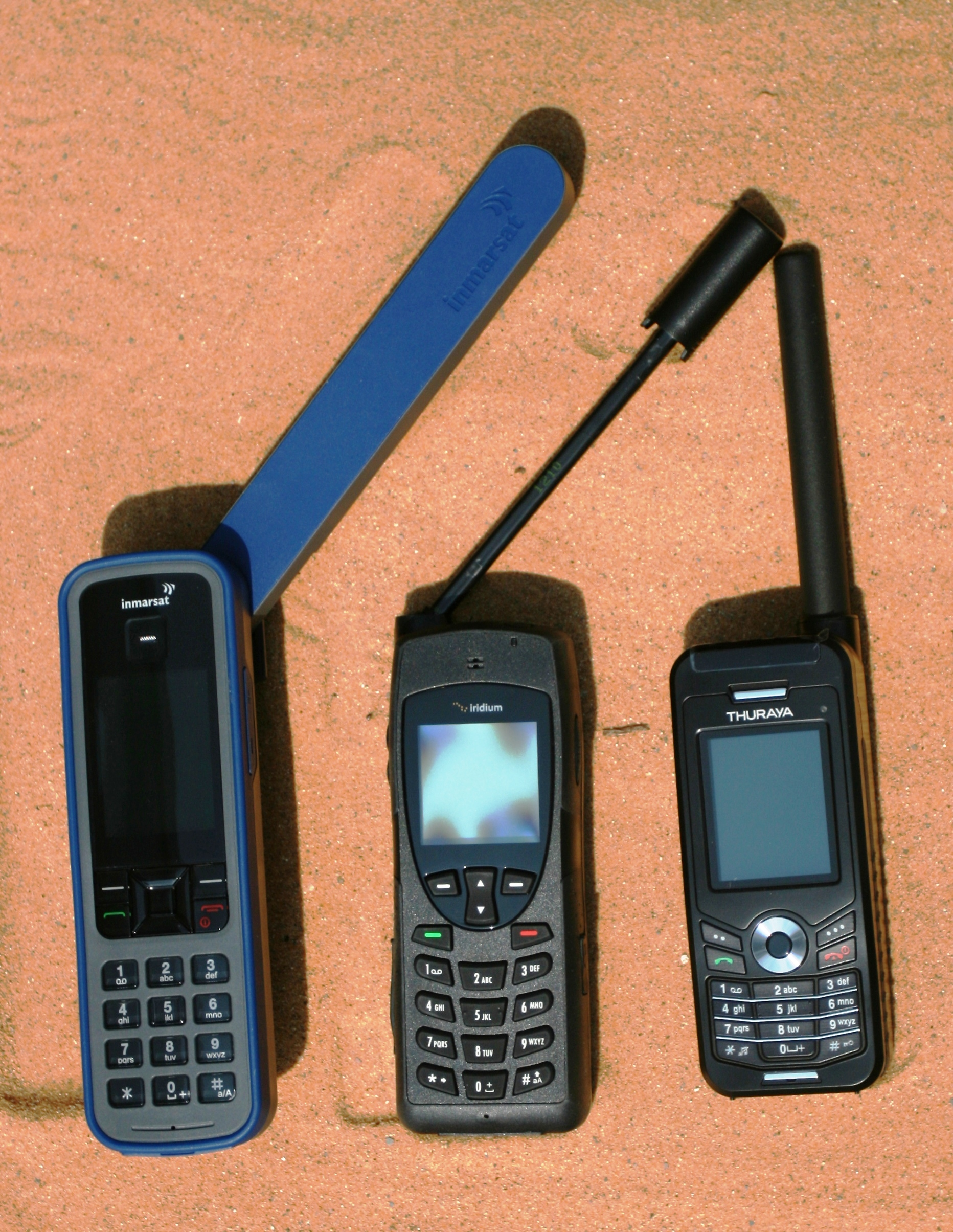
Варианты спутниковых телефонов

Спу́тниковый телефо́н — мобильный телефон, передающий информацию напрямую через специальный коммуникационный спутник. В зависимости от оператора связи, областью охвата может быть или вся Земля, или только отдельные регионы. Связано это с тем, что используются либо низколетящие спутники, которые при достаточном количестве покрывают зоной охвата всю Землю, либо спутники на геостационарной орбите, где они не двигаются относительно Земли и не «видят» её полностью.
Первый спутник гражданской телефонной связи, Intelsat I, был запущен 6 апреля 1965 года. Вскоре состоялся первый коммерческий телефонный звонок. Однако Intelsat I мог поддерживать лишь 240 телефонных каналов. Первая коммерческая компания, предоставляющая услуги спутниковой связи, Inmarsat, была основана в 1979 году.
По размеру спутниковый телефон сравним с обычным мобильным телефоном, выпущенным в конце 1980-х-1990-х годах, но обычно имеет дополнительную антенну. Существуют также спутниковые телефоны в стационарном исполнении. Такие телефоны используются для связи в зонах, где отсутствует сотовая связь.
Номера спутниковых телефонов обычно имеют специальный код страны. Так, в системе Inmarsat используются коды с +870 по +874, в Iridium +8816 и +8817.

## Операторы подвижной спутниковой связи
- Inmarsat
- Globalstar
- Iridium
- Thuraya
- Eutelsat
- Starlink